# Ордабаево
Ордабаево (каз. Ордабай көлі) — озеро в Костанайском районе Костанайской области Казахстана. Находится в 8 км к востоку от посёлка Озёрное.
По данным топографической съёмки 1943 года, площадь поверхности озера составляет 1,1 км². Наибольшая длина озера — 1,4 км, наибольшая ширина — 1,3 км. Длина береговой линии составляет 4,3 км, развитие береговой линии — 1,15. Озеро расположено на высоте 180,6 м над уровнем моря.